# دانشگاه چندی‌گر
دانشگاه چندیگر یک دانشگاه خصوصی واقع در موهالی، پنجاب، هند است. این دانشگاه در ۱۰ ژوئیه ۲۰۱۲ توسط قانونگذار ایالت پنجاب تأسیس شد. این دانشگاه توسط کمیسیون کمک‌های مالی دانشگاه‌های هند به رسمیت شناخته شده است.

## رشته‌های تحصیلی
دانشگاه چندیگر در مقاطع کارشناسی، فوق لیسانس و دکترا در رشته‌های مختلف از جمله مهندسی، مدیریت، محاسبات، علوم شناختی، آموزش، انیمیشن و چند رسانه ای، گردشگری، علوم دارویی، بیوتکنولوژی، معماری، بازرگانی، مطالعات حقوقی، علوم کشاورزی، مطالعات رسانه ای، هنرهای آزاد و علوم پایه ارائه می‌دهد. این دانشگاه بیش از ۲۰۰ رشته تحصیلی ارائه می‌دهد

## رتبه‌بندی
چارچوب رتبه‌بندی نهادی ملی هند طبق رتبه‌بندی منتشر شده در جولای ۲۰۲۲، دانشگاه چندیگر را در رتبه‌بندی کلی ۴۸، در رتبه‌بندی دانشگاه‌ها ۲۹، در رده مهندسی ۴۵، در دسته مدیریت ۴۰، و معماری در رده ۱۹، در گروه داروسازی ۳۷ قرار داده است. این دانشگاه در رتبه‌بندی رتبه‌بندی دانشگاهی کیواس آسیا رتبه ۲۷۱–۲۸۰ را کسب کرده است و توسط QS IGAUGE رتبه الماس را کسب کرده است.